# Ноодаскюла
Ноодаскюла (ест. Noodasküla, виро Nuudaskülä) — село в Естонії, входить до складу волості Виру, повіту Вирумаа. До 2017 року входило до складу волості Ласва.